# Vintermössa m/1943

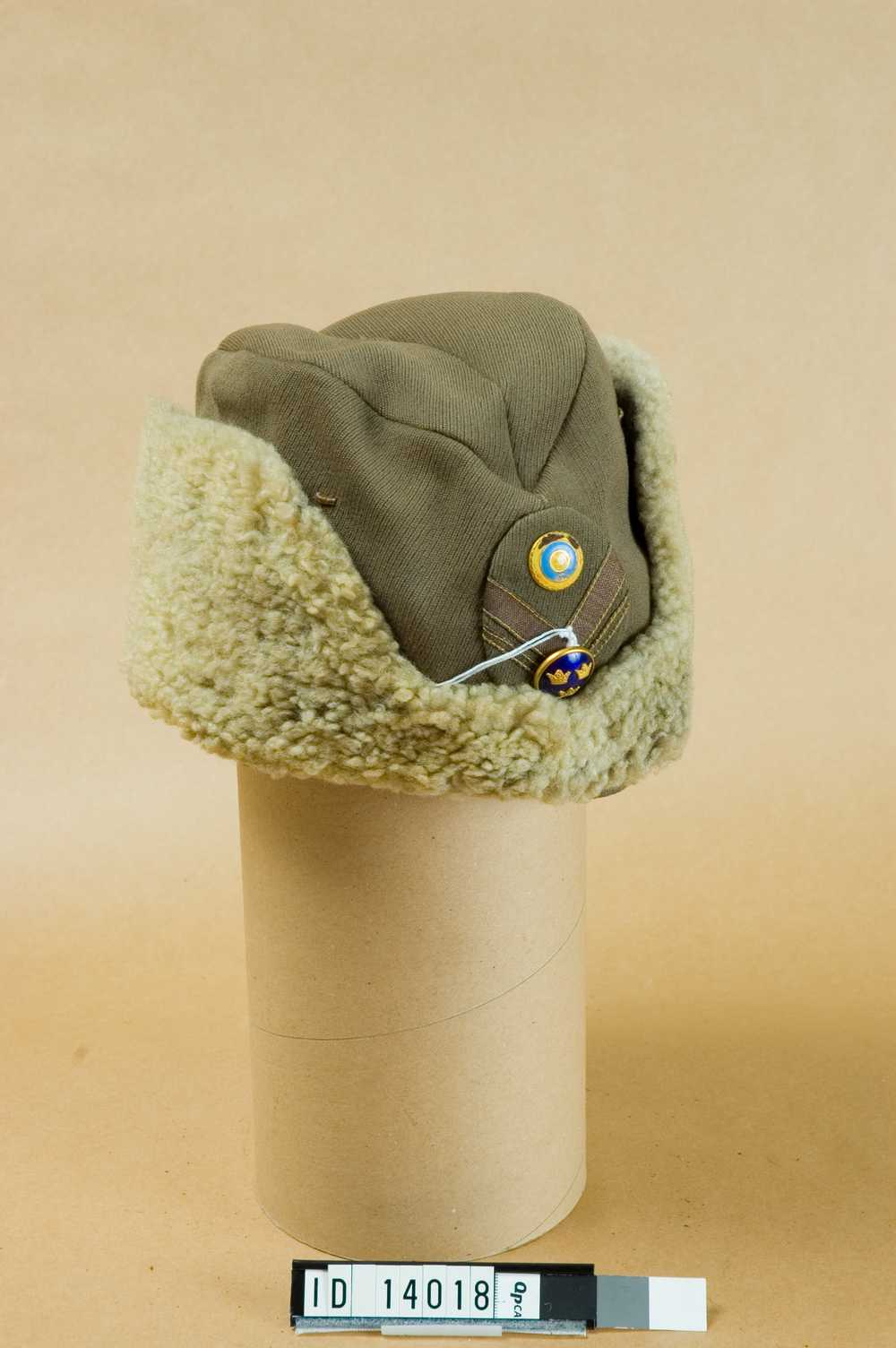
Vintermössa m/1943 för major vid Roslagens Luftvärnsregemente (Lv 3)
(Ur armémuseums samlingar)

Vintermössa m/1943 var en båtmössa som användes inom Försvarsmakten.

## Utseende
Denna fältmössa är av grått pälsskinn och utformad som en båtmössa. Den är försedd med uppslagg som kan vikas ned som öronlappar och anbringar ett nationalitetstecken m/1941 för manskap och mössmärke m/1940 för officerare (senare även mössmärke m/1946).

## Användning
Denna mössa användes av hela armén till uniform m/1939.